# Hoogdekker

Een schematische weergave van een eendekker met parasolvleugels.

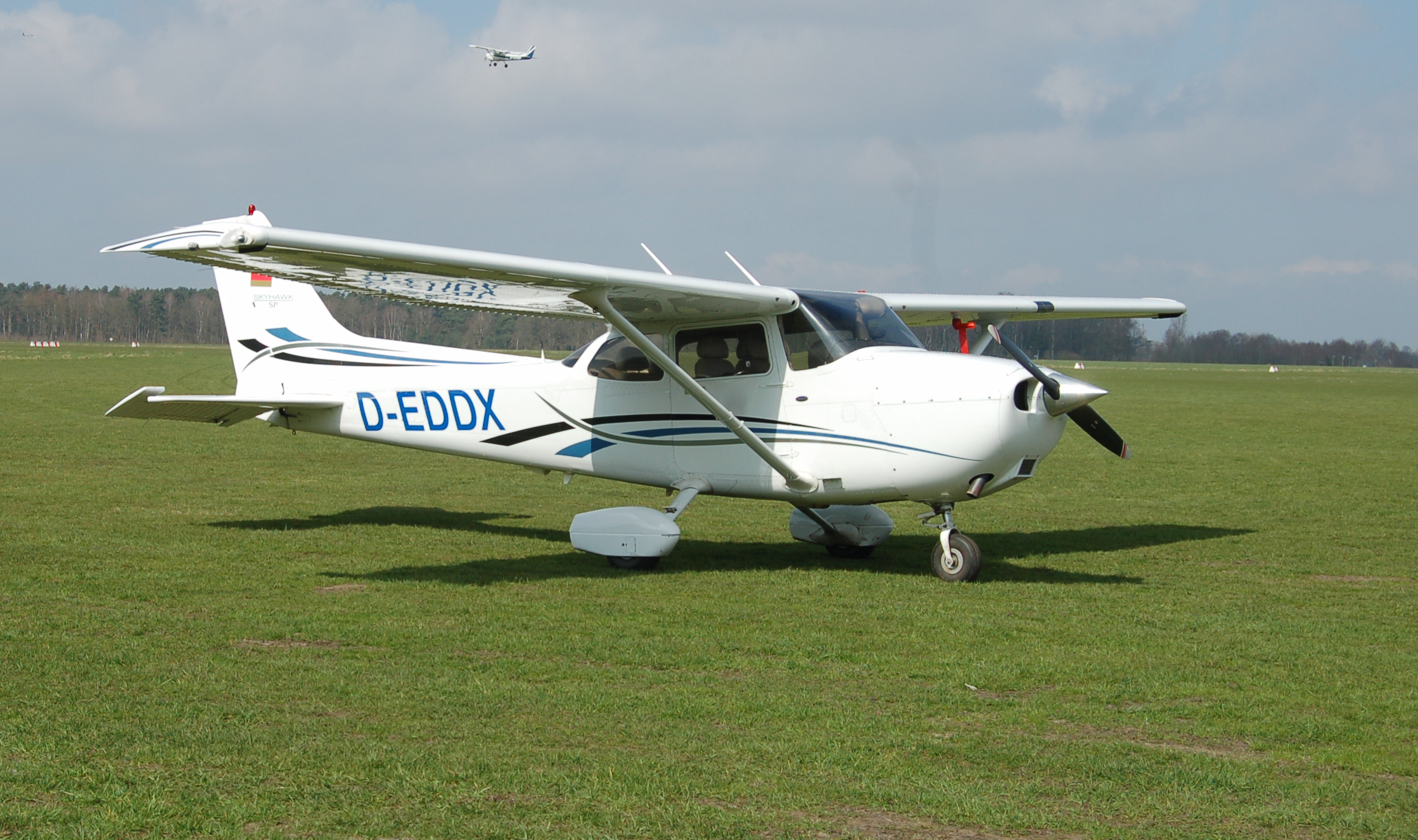
Een Cessna 172 op de grond

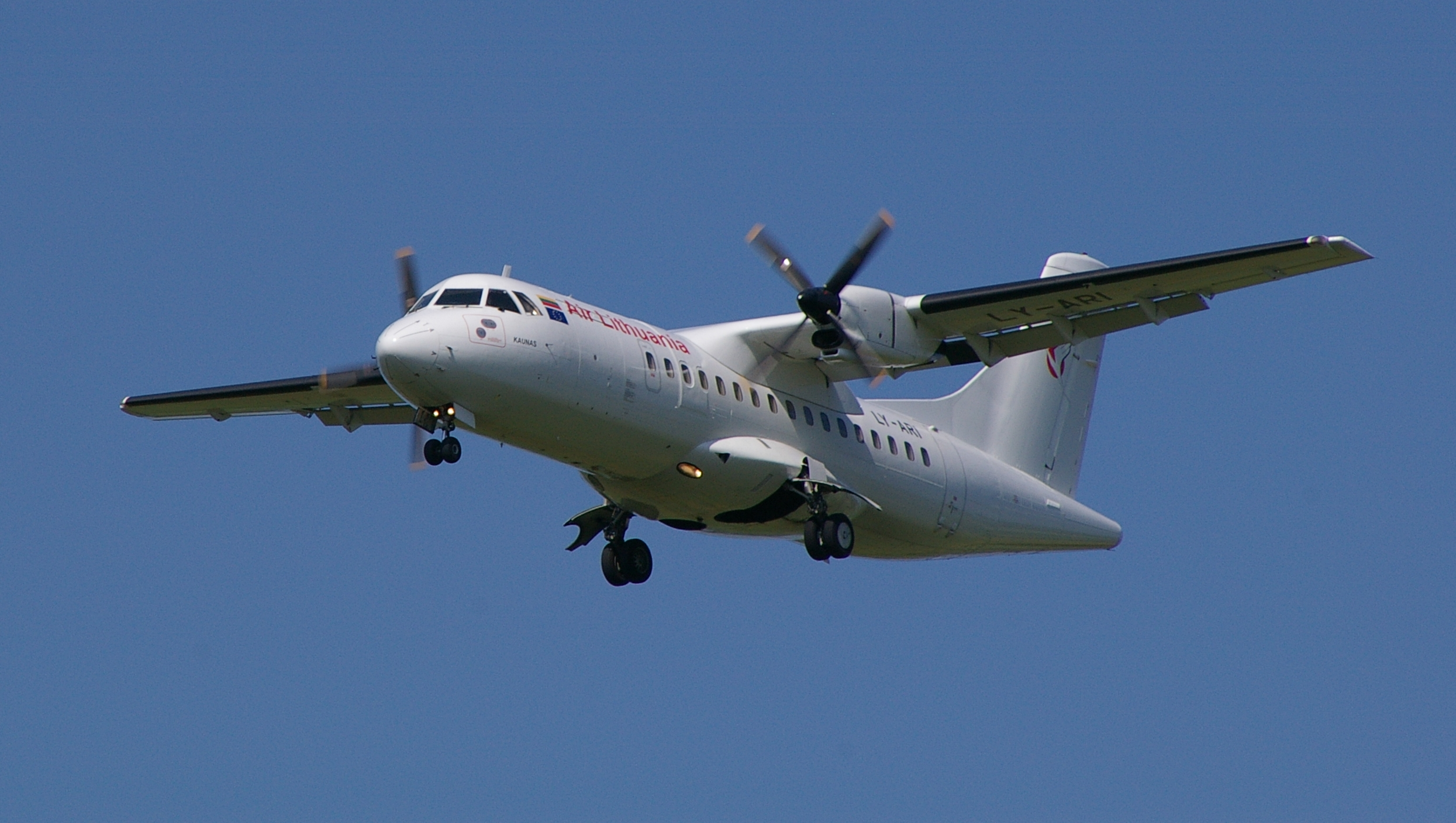
ATR 42 van Air Lithuania

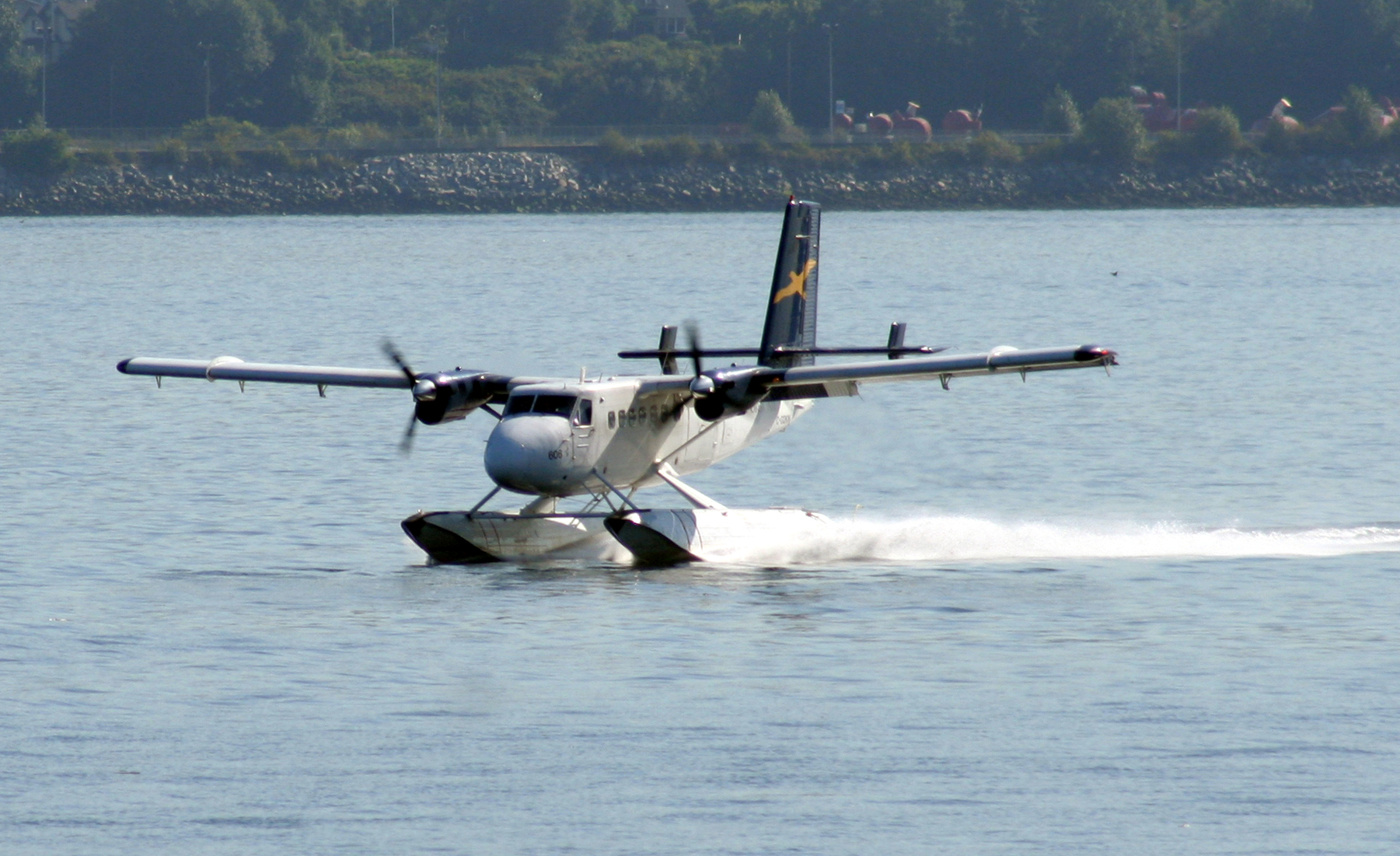
Een watervliegtuig is bijna altijd een hoogdekker.

Een hoogdekker is een vliegtuigtype waarbij de vleugels aan de bovenzijde van de romp zijn bevestigd. De bevestiging kan direct aan de romp zijn, of via pylonen (parasolvleugels). Veel van de historische Fokker-toestellen waren hoogdekkers.

## Voor- en nadelen
In een hoogdekker is het zicht naar de grond beter dan vanuit een laagdekker, en de laadruimte van vrachtvliegtuigen kan zich dichter bij de grond bevinden. Daarentegen neemt de vleugel voor de piloot een deel van het zicht naar boven weg, vooral aan de binnenkant van een bocht. Bij een hoogdekker bevinden de motoren zich meestal verder van de grond, en daarmee wordt op onverharde banen het risico op het in een motor raken van vreemde voorwerpen verminderd. Om een vergelijkbare reden zijn watervliegtuigen vrijwel altijd hoogdekkers, om te voorkomen dat de motoren water aanzuigen en om te voorkomen dat vleugelpunten het water raken.

## Bekende hoogdekkers
- ATR 42
- B-52 Stratofortress
- Bombardier Q Series
- C-130 Hercules
- Cessna 172
- Fokker F27
- Fokker 50
- Fokker F.VII